# Korinth (fornlämning)
Korinth är en fornlämning i Grekland.   Den ligger i prefekturen Nomós Korinthías och regionen Peloponnesos, i den sydöstra delen av landet, 70 km väster om huvudstaden Aten. Korinth ligger 77 meter över havet.
Terrängen runt Korinth är kuperad åt sydväst, men åt nordost är den platt. Havet är nära Korinth norrut.Runt Korinth är det ganska tätbefolkat, med 100 invånare per kvadratkilometer. Närmaste större samhälle är Korinth, 7,3 km nordost om Korinth. 